# Росляков Владислав Олександрович
Владислав Олександрович Росляков (нар. 21 листопада 1996) — український футболіст, півзахисник «Миколаєва».

## Життєпис

### Ранні роки
Вихованець «Олімпіка-УОР», за який виступав з 2009 по 2011 рік. Окрім донецького клубу, у ДЮФЛУ також грав за «Іллчівець» (з 2011 по 2014 рік). З 2014 по 2015 рік також виступав за юнацьку та молодіжу команду «приазовців».

### «Нікополь»
18 липня 2016 року підписав контракт з «Нікополем». У футболці нового клубу дебютував 20 липня 2016 року в програному (1:3) виїзному поєдинку 1-го попереднього раунду кубку України проти роменського «Агробізнесу TSK». Владислав вийшов на поле в стартовому складі та відіграв увесь матч. У Другій лізі України дебютував за «Нікополь» 24 липня 2016 року в програному (0:3) виїзному поєдинку 1-го туру проти одеської «Жемчужини». Росляков вийшов на поле в стартовому складі та відіграв увесь матч. У першій частині сезону 2016/17 років зіграв 16 матчів у Другій лізі та 1 поєдинок у кубку України.

### «Інгулець»
19 лютого 2017 року перебрався в «Інгулець-2». Дебютував за другу команду петрівчан 18 березня 2017 року в переможному (3:0) домашньому поєдинку 21-го туру Другої ліги України проти миколаївського «Суднобудівника». Владислав вийшов на поле в стартовому складі, а на 75-й хвилині його замінив Владислав Омельченко. У складі «Інгульця-2» у Другій лізі зіграв 27 матчів у Дургій лізі України. За першу команду «Інгульця» дебютував 26 липня 2017 року в переможному (3:1) домашньому матчі 2-го попереднього раунду кубку України проти «Полтави». Росляков вийшов на поле на 69-й хвилині, замінивши Віталія Рябушка. Загалом за «Інгулець» провів 2 поєдинки.

### «Енергія» (Нова Каховка)
У лютому 2018 року підсилив «Енергію». У футболці новокаховського клубу дебютував 31 березня 2018 року в програному (0:1) домашнього поєдинку 23-го туру групи «Б» Другої ліги проти «Миколаєва-2». Владислав вийшов на поле в стартовому складі та відіграв увесь матч. Дебютним голом за «Енергію» 16 вересня 2018 року на 72-й хвилині програного (3:4) виїзного поєдинку 9-го туру групи «Б» Другої ліги проти «Миколаєва-2». Росляков вийшов на поле в стартовому складі та відіграв увесь матч. За півтора сезони, проведені в новокаховському клубі, зіграв 37 матчів у Другій лізі, в яких відзначився 3-ма голами. 

### «Миколаїв»
25 липня 2019 року офіційно представлений як гравець «Миколаїв». Спочатку виступав за «Миколаїв-2», у футболці якого дебютувала 28 липня 2019 року в переможному (2:1) доашньому поєдинку 1-го туру групи «Б» Другої ліги України проти краматорського «Авангарда-2». Владислав вийшов на поле в стартовому складі, а на 46-й хвилині його замінив Богдан Куксенко. За першу команду «корабелів» дебютував 14 вересня 2019 року в переможному (6:2) домашньому поєдинку 9-го туру Першої ліги України проти кременчуцького «Кременя». Владислав вийшов на поле на 54-й хвилині, замінивши Андрія Ковальова. Дебютним голом за другу команду «Миколаєва» відзначився 2 листопада 2019 року на 90+1-й хвилині переможного (2:1) домашнього поєдинку 19-го туру групи «Б» Другої ліги проти новокаховської «Енергії». Росляков вийшов на поле на 46-й хвилині, замінивши Богдана Куксенка.